# Сапежин
Сапежин (пол. Sapieżyn, нім. Ladenberg) — село в Польщі, у гміні Козьмін-Велькопольський Кротошинського повіту Великопольського воєводства.
Населення — 144 особи (2011).
У 1975-1998 роках село належало до Каліського воєводства.

## Демографія
Демографічна структура станом на 31 березня 2011 року:
|          | Загалом | Допрацездатний вік | Працездатний вік | Постпрацездатний вік |
| -------- | ------- | ------------------ | ---------------- | -------------------- |
| Чоловіки | 65      | 14                 | 42               | 9                    |
| Жінки    | 79      | 16                 | 45               | 18                   |
| Разом    | 144     | 30                 | 87               | 27                   |